# Manuel Oltra i Ferrer
Manuel Oltra i Ferrer   (València, 8 de febrer de 1922 - Barcelona, 25 de setembre de 2015) va ser professor de música al Conservatori Superior de Música de Barcelona i compositor.
En la seva trajectòria es veu una plena i profunda dedicació cap a la música tant en el vessant de professor i pedagog musical, en què va fer diverses publicacions, com en la de compositor. La seva obra inclou diferents gèneres, especialment de música coral i per a cobla però, també música de cambra, i peces simfòniques fusionant el llenguatge clàssic amb la música tradicional. També va ser un personatge significant per la preservació i desenvolupament de la música popular i tradicional catalana.

## Biografia
Oltra va néixer a València l’any 1922, fill de Pere Oltra Ramírez i Teresa Ferrer Calabuig. Tot i néixer a València va viure sempre a Barcelona, on ja vivien els seus pares. Inicia els seus estudis musicals a l’edat de catorze anys amb el pianista, compositor i director Josep Font i Sabaté, músic destacat per les seves composicions de sardanes. És en aquest moment quan compon la que ell considera la seva primera obra “Sonata-fantasia” per a violí i piano. És també en aquesta època quan fa el seu primer recital com a pianista conjuntament amb violí on, entre d'altres, van interpretar el “Nocturno andaluz” obra que acabava de compondre.

###### Estada al Marroc
El gener del 1943, és cridat per fer el servei militar a Ceuta, al “Parc i tallers d’automobilisme”. Allà se li va encarregar dur a terme diversos concerts pels legionaris. Va guanyar les proves per formar part del “Sexteto del Alto Comisario”, que li garantia un sou de 500 pessetes i l'obligació d’impartir classes de solfeig, piano i harmonia al Conservatori Hispano-Marroquí de Tetuan. En aquesta època es dedica a fer diversos arranjaments d’obres conegudes pel sextet i va compondre vàries obres per violí i piano.

###### Tornada a Barcelona i fi dels seus estudis.
L’any 1946 va tornar a Catalunya, on va continuar estudiant amb el mestre Josep Font i Sabaté. Paral·lelament, va començar la seva carrera dedicada completament a la música, com a pianista, compositor, director i pedagog. A Barcelona va poder desenvolupar la seva activitat musical i creativa, malgrat el context de postguerra en què es trobava. Comença a participar en diverses agrupacions musicals de música tradicional, clàssica i contemporània. Dins d’aquesta activitat va dirigir, entre d'altres: la coral del Centre Excursionista de Terrassa (única agrupació coral de la qual va ser director) i de la Institució Folklòrica Montserrat de Barcelona entre d'altres
Durant aquest període va transcriure nombrosos ballets populars per a cobla i altres formacions instrumentals. També va ser professor a l'Institut de Rítmica Joan Llongueres i director musical de l'Esbart Montseny (a partir del 1955, i fins després del 1961), l'Esbart de la creu roja i l’Esbart de “l’obra Sindical de la Educación y el descanso”.
El setembre del 1957 s'examina al Conservatori de Música de Barcelona, dels sis cursos de les matèries de piano, harmonia, contrapunt, etc. L’any següent cursa setè de piano i totes les assignatures que li faltaven per obtenir la titulació de piano. Posteriorment, va cursar també altres assignatures que li van permetre obtenir el títol de composició. Entre els seus mestres al conservatori destaquen: Toldrà, Zamacois, Ricart i Matas i Joan Gibert.

###### Professor al conservatori
L’any 1958, Zamacois el va contractar per impartir classes de formes i contrapunt amb ell. Entre el 1959 i el 1987 va exercir-hi com a docent, nou anys dels quals amb el càrrec de subdirector, tenint una influència en les generacions que van passar per l’escola. En els seus primers deu anys com a professor, tenint en compte que no tenia oposicions, es va dedicar a fer substitucions, classes de solfeig o suplències, cobrint les diferents necessitats de l’escola. L’any 1968, amb la jubilació de Zamacois, es van convocar places de catedràtic de contrapunt i harmonia, entre altres matèries, Oltra s'hi presenta i s'hi estableix com a catedràtic.
En la seva tasca pedagògica es podria destacar Jordi León, un dels seus alumnes que va rebre una gran influència del seu mestre, tant en el mètode pedagògic com en aspectes de composició. León destaca a Manuel Oltra com una figura important dins la seva formació, sobretot fent referència a la música per cobla i coral, i en l’àmbit professional van seguir mantenint el contacte. La carrera d’Oltra deixa petjada en les generacions posteriors i en l’àmbit de publicacions musicals, fent contribucions a la música contemporània i tradicional catalana; línia que va seguir també León.

###### Jubilació
A partir de la seva jubilació, va col·laborar amb l'editorial Vicens Vives en la creació d'una sèrie de cassets per a l'educació musical dels nens i nenes a les escoles. Constava d'un contingut complet des d'identificació de famílies d'instruments, arranjaments de música de cambra o danses del món. Es va encarregar de tots els arranjaments i de tocar l'acompanyament de piano de les gravacions.
Va escriure una gran varietat de música, que abasta pràcticament la totalitat dels gèneres concertístics: harmonització de melodies populars, música de cambra, simfònica, per a cobla i cançons amb textos de Pere Quart, Federico García Lorca, Rafael Alberti i altres. Va destacar especialment en els camps de la música coral i la música de concert per a cobla, i també va ser autor d'una trentena de sardanes.
Durant la seva trajectòria professional, Oltra va rebre diferents reconeixements per la seva feina i implicació com a compositor i pedagog. El 1994 rep el Premi Nacional de Música en l’apartat de composició i és premiat també per la seva feina de recuperació i difusió de la música tradicional i popular amb el Premi Nacional de Cultura Popular i tradicional i el Premi Nacional Agustí Borgunyó l’any 2006. La Generalitat de Catalunya. li va lliurar la Creu de Sant Jordi l’any 2010 com a reconeixement de la seva trajectòria musical.

De Manuel Oltra és la frase: 
| « | L'art està en la realització d'una idea. No és la idea. De la idea sola no en queda gran cosa. L'obra d'art és la realització d'aquella idea; és posar-la sobre el paper i després interpretar-la. | » |

## Context històric i artístic
Manuel Oltra va viure una època marcada per la Guerra Civil Espanyola i la postguerra que van influenciar el seu transcurs personal i artístic. Període que, amb el règim franquista, es va caracteritzar per una forta repressió contra les manifestacions artístiques i culturals catalanes que van quedar apartades.
Davant d'aquests fets Oltra participa de forma activa en activitats de resistència cultural com la recuperació, preservació  i revitalització de la música tradicional amb l'objectiu de mantenir viu el patrimoni cultural català posant-lo a l'abast del poble.
Fent referència al panorama artístic i musical, Oltra manté una posició allunyada de les avantguardes i s'afirma en un estil tonal incloent elements tradicionals. Això permet guardar un enfocament en les obres estretament relacionat i significatiu amb les seves arrels.

## Obra
L’obra de Manuel Oltra té un gran reconeixement sobretot per la seva diversitat d’estils i gèneres. Ha fet composicions per diferents formacions i es podria destacar el seu paper com a compositor en l’àmbit de la cobla i en concret la peça “Rapsòdia per a piano i cobla” (1953), considerant-se la primera obra per aquesta formació que va obrir un nou món aportant complexitat a la formació de la cobla. En l’àmbit de la coral també té diverses composicions com podrien ser “Bestiari” (1957) amb lletres de Pere Quart i “Psalmus brevis” (1967), amb una rellevància dins el repertori musical català contemporani.
A més ha elaborat nombroses harmonitzacions de cançons populars i transcripcions de danses tradicionals catalanes recollides en llibres diversos llibres. La seva aportació en aquest camp va ser cabdal per la preservació i recuperació de la música tradicional i popular catalana dins un context polític i social no favorable.
Selecció
- Balletó, per a piano
- Berceuse et rondeau (1990), per a quintet de metall. N'hi ha versió per a cobla (1994)
- Dansa trista, per a violoncel i piano
- Doble Suite (1962), per a quintet de vent i orquestra de corda
- Pastoral d'estiu, per a flabiol, tamborí i piano
- Rapsòdia per a piano i orquestra, per a orquestra simfònica
- Seguici, per a piano amb música de la Patum
- Simfonia esparsa (1989), per a orquestra simfònica
- Sonata (1947), per a piano
- Sonata (1959), per a violoncel i piano
- Sonata-fantasia (1942), per a violoncel i piano
- Sonatina (1950), per a flauta i piano
- Suite per a orquestra de cambra i flauta (1953)
- Suite primerenca, per a quintet de vent
- Tres apunts, per a piano
- Tres estacions (1989), per a flauta i piano
- Variacions característiques (1959), per a piano, sobre un tema de P. Palou
- El càntic dels càntics: epitalami per a contralt, baríton, cor mixt i orquestra, orquestració de l'obra de Ricard Lamote de Grignon

### Obres per a veu
- La amante, per a veu i piano, amb lletra de Rafael Alberti
- Amor mariner, havanera amb lletra de Pere Quart
- Barquejant (1945), per a veus blanques i orquestra
- Bestiari de Pere Quart (1957), per a cor mixt, sobre els poemes de Joan Oliver[5]
- Cançó explícita, per a 4 veus mixtes, amb lletra de Pere Quart
- Cantata per a cor infantil, cobla i percussió (1959)
- Gráfico de la petenera, per a veu i piano, musicació de tres poemes de García Lorca
- Pastorel·la, nadala per a veu i acompanyament amb lletra de Verdaguer
- El pobre de tots, per a quatre veus i acompanyament[6][7]
- Psalmus Brevis (1967), per a doble cor mixt i orquestra
- La serra (1958), per a cor, veus solistes i orquestres, sobre poemes de Joan Alcover
- El Timbaler del Bruc (1995), cantata per a cor infantil, cobla i percussió
- Tres andaluzas (1954), per a cor, musicació de tres poemes de García Lorca
- Tres canciones de amor (1971), per a cor, sobre poemes de García Lorca

Arranjaments per a coral de cançons populars catalanes, especialment nadales: Aclarida, Els àngels de la Glòria, La calma de la mar, Cançó de bressol, Cançó de l'Infant, El carboner, Dansa de Castellterçol, Del cel baixen, El desembre congelat, Dorm, Jesús en pau, Dormiu, bon Jesuset, Fum, fum, fum, Ha nascut el Déu infant, Joan del Riu, Lo moixó de Montpeller (ball popular del Matarranya), Nadal, Nit de vetlla, No-ni-no, Non, non, El pobre alegre, Som al dia de Nadal, Veniu a Betlem. També de cançons populars castellanes: A la nanita, La campana del pueblo, Dime, niño, En el mar hay un pescado, Lorenzo y Catalina, La perrita Chita
Altres arranjaments per a coral: Cançó de les mans i D'un temps, d'un país (de Raimon), Cançó de Na Ruixa Mantells (de Maria del Mar Bonet), L'estaca (de Lluís Llach), Cançó del timbaler (Katherine K. Davis), El moliner del fresser (popular anglesa), La vall del riu vermell (popular americana), Veles e vents (Raimon i Ausiàs March).

### Música per a cobla
- L'Alimara (1983), poema simfònic de marcat caire medieval, per a dues cobles i percussió. L'autor també l'ha musicat per a orquestra.
- La Birondó (1981), suite de cinc cançons catalanes per a cor i cobla (El pobre alegre, La filla del marxant, La Margarideta, El testament d'Amèlia i Cap a Betlem)
- Consolamentum (2004), obra lliure encàrrec del Memorial Joaquim Serra
- La contradansa d'Alentorn (1955), glossa del ballet
- Fantasia i fuga, per a violoncel i cobla. També per a violoncel i piano
- Fantasia i marxa pomposa (1988)
- La filadora (1984), glossa-rondó
- Glossa andorrana (1992)
- L'home de gebre, cantata en col·laboració amb Manuel Puig
- Marxa i fuga
- Mazurca
- Montmagastre: petit quadre simfònic (1970). L'autor també l'ha musicat per a orquestra
- Mortis saltatio (1961), suite per a cobla, flauta, 2 clarinets i violoncel, basada en la Dansa de la Mort de Verges
- Muntanyenca, dansa
- Obertura i Trencadansa (2003), per a dues cobles i percussió
- El pasodoble, pas-doble
- Pastoral d'hivern, per a Flabiol i piano
- Pastoral d'estiu, per a Flabiol i piano
- Pepita, vals
- Polca i ballet, dansa
- Rapsòdia per a piano i cobla (1953). Es considera la primera peça que conjuntà la cobla i un instrument aliè. Basada en temes del Ball de Bastons del Penedès, va ser coreografiada el 1992.
- Rapsòdia valenciana, dansa basada en música de M. Padilla
- Rosa de Jericó, obra lliure, amb lletra de Verdaguer
- Santa nit, glossa
- Suite primària (1976), per a cobla, dos clarinets i percussió
- Variacions per a infants, obra lliure

A més, un centenar de ballets per a cobla, tant de creació pròpia com instrumentació de danses populars catalanes. Destacables: Ball de gitanes de l'Arboç, Els bombers barcelonins, Carnestoltes del Prat de Llobregat, Dansa de Pineda, Els enamorats, La morisca de Gerri de la Sal.

### Sardanes
- Ambígua (1958)
- Arborada (1966)
- La benplantada (1987)
- El campanar de Lleida, sardana coral
- Campanetes (1944), primera sardana
- Commemorativa (1961), dedicada al desè aniversari de l'Esbart Montseny
- De matí, de matinet (1947)
- Elegíaca (2000)
- Equívoca (2002)
- Febrerina (1975), en el centenari del naixement de Garreta
- La Imma de Manlleu (2005)
- Infantament
- Jordi de Sant Jordi (2002)
- Lleidatana (1958)
- Llevant (2000)
- Marcenca
- Migjorn (1976)
- Montjoliu (1996)
- La nina i el gegant (1982), amb músiques de les cançons infantils Dalt del cotxe i El gegant del Pi
- Nocturnal (1992)
- La noia i la finestra
- L'oreneta de Queralt (1994)
- Pregària, sardana coral, amb lletra d'Antoni Massanell
- Present de noces (1947)
- La quinzena (1981)
- El retorn (1998)
- La roca dels enamorats
- Rosa roja
- Salomònica (1992)
- Saó (1996)
- La sardana de l'amistat (1983)
- Solitud (1974), premi de la Crítica, La Sardana de l'Any
- Virgiliana (1991), per a dues cobles

Arranjaments per a coral de sardanes d'altres compositors: La font de l'Albera (Morera), La processó de Sant Bartomeu (Català)